# Pericoma simulata
Pericoma simulata är en tvåvingeart som beskrevs av Duckhouse 1966. Pericoma simulata ingår i släktet Pericoma och familjen fjärilsmyggor. Inga underarter finns listade i Catalogue of Life.